# 信阳明港机场
信阳明港机场是服务于中国河南省信阳市及驻马店市的军民合用支线机场，位于信阳市平桥区明港镇与驻马店市确山县双河镇交界处，由原空军明港机场改建而来。明港机场于2009年12月11日开工建设进场道路，2018年5月23日由中国东方航空完成试飞，并于2018年10月28日通航。明港机场拥有一条2700米长的混凝土跑道，编号为07/25，飞行区等级为4C级，可起降B737及A320级别客机。中国东方航空及中国联合航空在此开通了前往上海虹桥、北京大兴等航线。

## 航点
‌2025年度夏秋航班计划（3月30日至10月25日）
| 航空公司     | 目的地                               |
| ------------ | ------------------------------------ |
| 中国东方航空 | 上海/浦东、重庆江北、杭州、成都/天府 |
| 奥凯航空     | 深圳、天津                           |
| 北部湾航空   | 海口                                 |
| 長安航空     | 西安 、廈門                          |
| 廈門航空     | 重庆江北、杭州                       |